# Bomolocha rhodesiensis
Bomolocha rhodesiensis är en fjärilsart som beskrevs av Embrik Strand 1922. Bomolocha rhodesiensis ingår i släktet Bomolocha och familjen nattflyn. Inga underarter finns listade i Catalogue of Life.